# Mark Andrew Lowcock

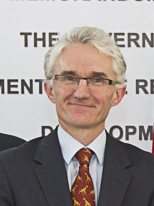
Mark Andrew Lowcock (2013)

Sir Mark Andrew Lowcock KCB (geboren am 25. Juli 1962) ist ein britischer Ökonom und UN-Beamter. Von 2017 bis 2021 war er Leiter des Amtes der Vereinten Nationen für die Koordinierung humanitärer Angelegenheiten (OCHA) in Genf und New York.

## Ausbildung
Mark Andrew Lowcock besuchte die Culford School in Suffolk, im Anschluss studierte an der Oxford University Ökonomie und Geschichte und schloss als Bachelor ab. Er erwarb einen Ökonomie-Master am Birkbeck-College der University of London, danach absolvierte er einen Post-Graduierten-Studium in Wirtschaftswissenschaften an der Boston University. Er ist qualifizierter Buchprüfer und Mitglied des Chartered Institute of Public Finance and Accountancy.

## Karriere

### Großbritannien
Lowcock wechselte 1989 in die Entwicklungshilfeabteilung (Overseas Development Administration) der britischen Regierung. Von 1992 bis 1994 war er Privatsekretär der Entwicklungshilfeministerin Lynda Chalker (Baroness Chalker of Wallasey). Von 1994 bis 1997 war er für das Regionalbüro für Zentralafrika zuständig, von 1997 bis 1999 leitete er die EU-Abteilung, danach das Ostafrikabüro. Von 2001 bis 2003 war er Finanzdirektor, danach Generaldirektor für Unternehmensentwicklung und Wissenstransfer, von 2008 bis 2011 war er Generaldirektor der länderspezifischen Programme.
Am 9. Juni 2011 wurde Lowcock zum Staatssekretär der Entwicklungshilfeabteilung ernannt. Während seiner Dienstzeit erhöhte Großbritannien sein Entwicklungshilfebudget erstmals auf 0,7 % des Bruttoinlandsprodukts, womit es die Verpflichtung aus der 35 Jahre alten Resolution der UN-Generalversammlung von 1970 einlöste.

### Vereinte Nationen
Am 12. Mai 2017 wurde Lowcock von UN-Generalsekretär António Guterres zum Untergeneralsekretär, UN-Nothilfekoordinator (Emergency Relief Coordinator, ERC) und Leiter des UN-Amtes für die Koordinierung humanitärer Angelegenheiten (OCHA) ernannt.
Als ERC war er für alle Katastrophen zuständig, die humanitäre Hilfe durch die Vereinten Nationen erforderlich machen. Das OCHA ist auch zentrale Anlaufstelle für Hilfsaktionen von Regierungen und intergouvernementalen sowie nichtstaatlichen Hilfsaktionen. Es lenkt den Ständigen interinstitutionellen Ausschuss (IASC), ein einzigartiges Organisationsforum zur Koordination von Entscheidungsprozessen für die wesentlichen humanitären Akteure innerhalb und außerhalb der Vereinten Nationen. In einem Land, das von einer Katastrophe oder einem Konflikt betroffen, kann der ERC einen Humanitären Koordinator ernennen, der die Hilfsanstrengungen von Regierung, internationalen Organisationen, Nichtregierungsorganisationen und den betroffenen Gemeinschaften bündelt und aufeinander abstimmt.
Im Mai 2021 wurde er von seinem Landsmann Martin Griffiths abgelöst.

## Andere Tätigkeitsfelder
Lowcock ist Mitglied im Netzwerk International Gender Champions (IGC), das sich für Geschlechtergerechtigkeit auch in internationalen Organisationen einsetzt.
Seit 2019 ist Lowcock Mitglied der Arbeitsgruppe für Humanitäre Investments im Weltwirtschaftsforum, die von Børge Brende, Kristalina Georgieva and Peter Maurer geleitet wird.

## Auszeichnungen
2011 wurde Lowcock zum Companion des Order of the Bath (CB) ernannt. 2017 wurde er für seine Staatsdienste insbesondere in der Entwicklungspolitik zum Knight Commander des Bath-Ordens (KCB) befördert.

## Privatleben
Lowcock ist verheiratet mit Julia Watson und hat drei Kinder.